# Congrès de l'Union pour un mouvement populaire de 2012
Le congrès de l'Union pour un mouvement populaire de 2012 désigne l'Assemblée générale renouvelant les instances dirigeantes de ce parti à la suite de la défaite de Nicolas Sarkozy à l'élection présidentielle et à celle du parti aux élections législatives au printemps 2012. Il s'agit du quatrième congrès de l'UMP depuis sa création en 2002 (en incluant celui de 2007 qui était une primaire interne). Il se tient le 18 novembre 2012 par un vote décentralisé au niveau des fédérations auquel sont invités à participer 325 000 adhérents. Les conditions d'organisation, les résultats très serrés concernant la présidence de l'UMP et l'exposition médiatique nationale et internationale conduisent à la première crise ouverte de l'histoire de l'UMP.
Le soir du vote, l'équipe de Jean-François Copé (président), Luc Chatel (vice-président) et Michèle Tabarot (secrétaire générale) proclame sa victoire, qui est aussitôt contestée par François Fillon et ses soutiens. Après 24 h de vérifications, la Commission d'organisation et de contrôle des opérations électorales (COCOE) déclare l'équipe de Jean-François Copé victorieuse, avec 50,03 % des voix. Le 26 novembre, après une semaine de maelström politique et médiatique, la Commission nationale des recours (CoNaRe), saisie par les deux camps, porte cette avance à 50,28 %. L'équipe de François Fillon met en cause l'impartialité des différentes instances du parti et menace d'un recours en justice. Par la suite, un groupe parlementaire dissident est formé à l'Assemblée nationale par les fillonistes et différentes tentatives de réconciliation ont lieu, aboutissant à la décision unanime du bureau politique du parti d'organiser un nouveau vote en 2013.
Une nouvelle « Charte des valeurs » est largement approuvée et cinq mouvements sont reconnus représentatifs : La Droite forte, La Droite sociale, France moderne et humaniste, Le Gaullisme, une voie d'avenir pour la France et La Droite populaire.

## Organisation du congrès

### Localisation
Les deux premiers congrès du parti ont eu lieu au Bourget en 2002 et 2004, et le suivant a eu lieu en 2007 au Parc des expositions de la porte de Versailles. Afin de faciliter les opérations de votes et de limiter le coût de l'organisation, le congrès de 2012 est décentralisé dans chaque fédération départementale.

### Calendrier
En juillet 2012, le bureau politique de l'UMP fixe la date du prochain congrès aux 18 et 25 novembre 2012.
Les candidatures pour la présidence, la vice-présidence et le secrétariat général du parti, ainsi que les déclarations de principe des mouvements, doivent être transmises à la commission d'organisation du scrutin avant le 18 septembre. Elles sont validées par celle-ci, après vérification du respect des conditions de parrainage, au plus tard le 4 octobre. La campagne officielle se déroule entre le 5 octobre et le 17 novembre. L'élection de l'équipe dirigeante et le vote de soutien aux déclarations de principe a lieu le 18 novembre par vote papier dans chaque fédération départementale.

### Liste électorale
Le corps électoral est constitué des membres de l'UMP ayant adhéré entre le 1er janvier et le 31 décembre 2011, qui peuvent se mettre à jour de cotisation jusqu'au jour du scrutin inclus, et de ceux ayant adhéré entre le 1er janvier et le 30 juin 2012.

## Enjeux

### Ligne politique
La question des alliances électorales sont largement abordées, notamment celle avec le Front national soulevée par Gérard Longuet qui est désapprouvée par la majorité des ténors de l'UMP mais qui reçoit pour la première fois dans un sondage le soutien d'une majorité de sympathisants UMP. La place des centristes au sein de l'UMP, les prochaines échéances électorales et la question des primaires ouvertes pour désigner le candidat du parti à l’élection présidentielle en 2016 font également partie des débats. Pour Alain Juppé, le président élu à l'automne 2012 ne devra pas se présenter à la prochaine présidentielle car selon lui l'unité du parti n'y résisterait pas
.

### Présidence du parti
Président de l'UMP puis élu président de la République, Nicolas Sarkozy fait procéder à une modification des statuts du parti, qui prévoient, à l’article 48, une disposition instaurant un secrétariat général pour la durée du quinquennat (2007-2012). Nicolas Sarkozy n’étant plus président de la République depuis le 16 mai 2012, l’UMP doit procéder à l’élection d’un nouveau président.
Pour pouvoir se porter candidat, il faut obtenir le soutien d'au moins 3 % des militants UMP à jour de cotisation au 30 juin 2012, soit 7 924 parrainages en provenance d'au moins dix fédérations départementales. Chaque candidat à la présidence forme un « ticket » avec deux autres membres du parti pour les postes de vice-président et de secrétaire général.

#### Candidats
| Soutiens |
| --- |
| - Députés : Yves Albarello, Nicole Ameline, Julien Aubert, Olivier Audibert-Troin, Patrick Balkany, Jean-Pierre Barbier, Étienne Blanc, Jean-Claude Bouchet, Philippe Briand, Gilles Carrez, Yves Censi, Gérard Cherpion, Alain Chrétien, Philippe Cochet, Édouard Courtial, Olivier Dassault, Marc-Philippe Daubresse, Marie-Christine Dalloz, Bernard Deflesselles, Lucien Degauchy, Nicolas Dhuicq, Jean-Pierre Door, Georges Fenech, Marie-Louise Fort, Marc Francina, Laurent Furst, Yves Fromion, Sauveur Gandolfi-Scheit, Bernard Gérard, Claude Goasguen, Jean-Pierre Gorges, Philippe Gosselin, Henri Guaino, Christophe Guilloteau, Michel Herbillon, Guénhaël Huet, Sébastien Huyghe, Christian Jacob (président du groupe UMP à l'Assemblée nationale), Denis Jacquat, Christian Kert, Jacques Kossowski, Patrick Labaune, Valérie Lacroute, Marc Laffineur, Marc Le Fur, Pierre Lequiller, Lionnel Luca, Jean-François Mancel, Laurent Marcangeli, Thierry Mariani, Franck Marlin, Alain Marsaud, Philippe Meunier, Pierre Morel-A-L'Huissier, Alain Moyne-Bressand, Yves Nicolin, Henri Plagnol, Jean-Frédéric Poisson, Axel Poniatowski, Josette Pons, Didier Quentin, Bernard Reynès, Franck Riester, Claudine Schmid, André Schneider, Fernand Siré, Thierry Solère, Éric Straumann, Jean-Marie Tétart, Jean-Charles Taugourdeau, Dominique Tian, Catherine Vautrin, Philippe Vitel, Marie-Jo Zimmermann. - Sénateurs : Michel Bécot, François Calvet, Jean-Claude Carle, Pierre Charon, Christian Cointat, Serge Dassault, Francis Delattre, Marie-Hélène des Esgaulx, André Dulait, Louis-Constant Fleming, Jean-Paul Fournier, Christophe-André Frassa, Pierre Frogier, Joëlle Garriaud-Maylam, Jean-Claude Gaudin (président du groupe UMP au Sénat), Bruno Gilles, Michel Houel, Jean-Jacques Hyest, Sophie Joissains, Roger Karoutchi, Marc Laménie, Jean-Louis Lorrain, Colette Mélot, Michel Magras, Philippe Marini, Jean-Pierre Raffarin (ancien Premier ministre), René-Paul Savary, Catherine Troendlé. - Députés européens : Jean-Pierre Audy, Rachida Dati, Françoise Grossetête, Brice Hortefeux, Philippe Juvin, Agnès Le Brun, Constance Le Grip, Franck Proust, Jean Roatta, Dominique Vlasto. - Autres personnalités : Isabelle Balkany, Bruno Beschizza, Charles Beigbeder, Christine Boutin, Françoise Branget, Françoise Briand, Chantal Brunel, François Commeinhes, Grégoire Chertok, Geoffroy Didier, Jérôme Dubus, Emmanuel Hamelin, Maryse Joissains-Masini, Brigitte Kuster, François Lebel, Jean-Pierre Lecoq, Daniel Mach, Marie-Anne Montchamp, Nadine Morano, Étienne Mourrut, Hervé Novelli, Guillaume Peltier, Éric Raoult, Marie-Josée Roig, Valérie Rosso-Debord, Jean-Marc Roubaud, Salima Saa, Jean Sarkozy, Catherine Soullie, Olivier Stirn, Chenva Tieu, David-Xavier Weiss. |

| Soutiens |
| --- |
| - Députés : Bernard Accoyer (ancien président de l'Assemblée nationale), Benoist Apparu, François Baroin, Jacques-Alain Bénisti, Xavier Bertrand, Marcel Bonnot, Bruno Bourg-Broc, Valérie Boyer, Xavier Breton, Bernard Brochand, Dominique Bussereau, Jérôme Chartier, Dino Cinieri, Guillaume Chevrollier, Jean-Louis Christ, Éric Ciotti, Jean-Michel Couve, Gérald Darmanin, Bernard Debré, Rémi Delatte, Patrick Devedjian, Sophie Dion, David Douillet, Dominique Dord, Marianne Dubois, Christian Estrosi, Hervé Gaymard, Annie Genevard, Guy Geoffroy, Georges Ginesta, Charles Ange Ginésy, Jean-Pierre Giran, Philippe Goujon, Claude Greff, Anne Grommerch, Serge Grouard, Arlette Grosskost, Françoise Guégot, Jean-Claude Guibal, Jean-Jacques Guillet, Michel Heinrich, Patrick Hetzel, Philippe Houillon, Jean-François Lamour, Thierry Lazaro, Isabelle Le Callennec, Dominique Le Mèner, Alain Lebœuf, Pierre Lellouche, Jean Leonetti, Céleste Lett, Geneviève Levy, Véronique Louwagie, Gilles Lurton, Alain Marc, Alain Marleix, Philippe Armand Martin, Alain Marty, Damien Meslot, Jean-Claude Mignon, Jacques Myard, Patrick Ollier (ancien président de l'Assemblée nationale), Bernard Perrut, Michel Piron, Bérengère Poletti, Christophe Priou, Frédéric Reiss, Arnaud Robinet, Camille de Rocca Serra, Sophie Rohfritsch, Paul Salen, Jean-Marie Sermier, Michel Sordi, Claude Sturni, Lionel Tardy, Guy Teissier, Michel Terrot, François Vannson, Charles de La Verpillière, Jean-Sébastien Vialatte, Jean-Pierre Vigier, Michel Voisin, Éric Woerth. - Sénateurs : Pierre André, Gérard Bailly, Philippe Bas, Christophe Béchu, Claude Belot, Jean Bizet, Pierre Bordier, Natacha Bouchart, Joël Bourdin, Marie-Thérèse Bruguière, François-Noël Buffet, Christian Cambon Jean-Noël Cardoux, Caroline Cayeux, Gérard César, Jean-Pierre Chauveau, Marcel-Pierre Cléach, Jean-Patrick Courtois, Philippe Dallier, Isabelle Debré, Gérard Dériot, Catherine Deroche, Éric Doligé, Michel Doublet, Marie-Annick Duchêne, Louis Duvernois, Hubert Falco, Michel Fontaine, Bernard Fournier, Yann Gaillard, René Garrec, Jacques Gautier, Colette Giudicelli, Alain Gournac, Francis Grignon, François Grosdidier, Charles Guené, Pierre Hérisson, Alain Houpert, Christiane Hummel, Chantal Jouanno, Christiane Kammermann, Fabienne Keller, Élisabeth Lamure, Gérard Larcher (ancien président du Sénat), Daniel Laurent, Jean-René Lecerf, Jacques Legendre Dominique de Legge, Jean-Pierre Leleux, Jean-Claude Lenoir, Gérard Longuet, Roland du Luart, Alain Milon, Louis Nègre, Philippe Paul, Jackie Pierre, François Pillet, Louis Pinton, Rémy Pointereau, Christian Poncelet (ancien président du Sénat), Hugues Portelli, Sophie Primas, Catherine Procaccia, Henri de Raincourt, André Reichardt, Bruno Retailleau, Michel Savin, Bruno Sido, Esther Sittler, François Trucy, Jean-Pierre Vial. - Députés européens : Nora Berra, Philippe Boulland, Alain Cadec, Arnaud Danjean, Michel Dantin, Joseph Daul, Gaston Franco, Jean-Paul Gauzès, Alain Lamassoure, Véronique Mathieu, Élisabeth Morin-Chartier, Maurice Ponga, Tokia Saïfi, Marie-Thérèse Sanchez-Schmid. - Autres personnalités : Gérard d'Aboville, Martine Aurillac, Roselyne Bachelot, Pierre-Christophe Baguet, Édouard Balladur (ancien Premier ministre), Brigitte Barèges, Éric Berdoati, Éric Besson, Bernard Bonne, Michel Bouvard, Patrice Calméjane, Jean Castex, Joëlle Ceccaldi-Raynaud, Jean-François Chossy, Geneviève Colot, Alain Cousin, Jean-Yves Cousin, Daniel Dugléry, Catherine Dumas, Christian Dupuy, Jean-Claude Étienne, Jean-Marie Geveaux, Danièle Giazzi, François Goulard, Claude Guéant, Françoise Hostalier, Alain Joyandet, Patrick Karam, François Kosciusko-Morizet, Marguerite Lamour, Benjamin Lancar, Henriette Martinez, Pierre Méhaignerie, Béatrice Pavy, Philippe Pemezec, Marie-Luce Penchard, Jérôme Peyrat, Étienne Pinte, Alain Pompidou, Jean-Paul Pourquier, Philippe Richert, Didier Robert , Stéphan Rossignol, Francis Saint-Léger, Fabien de Sans-Nicolas, Jean-Pierre Schosteck, Jean-Yves Sénant, Georges Siffredi, Jean Tiberi, Claude-Annick Tissot, Marie-Hélène Thoraval, Gérard Trémège. |

#### Candidats déclarés n'ayant pas suffisamment de parrainages
- Henri Guaino, 55 ans, député de la troisième circonscription des Yvelines et ancien conseiller spécial de Nicolas Sarkozy, déclare officiellement sa candidature le 3 septembre, tout en estimant qu'il a très peu de chance d'obtenir les parrainages nécessaires[18].
- Nathalie Kosciusko-Morizet, 39 ans, maire de Longjumeau, députée de la quatrième circonscription de l'Essonne et ancienne ministre, annonce le 18 septembre qu'elle dispose d'environ 7 000 parrainages et dénonce une procédure inadaptée.
- Bruno Le Maire, 43 ans, député de la première circonscription de l'Eure et ancien ministre, affirme disposer de près de 7 200 parrainages le 18 septembre, ce qui ne lui permet pas d'être candidat.
- Julien Amador[19], Dominique Hamdad-Vitré[20], Philippe Herlin[21] et Jean-Michel Simonian[22], « militants de base », maintiennent leurs candidatures jusqu'au 18 septembre, mais ne pouvaient pas espérer recueillir les parrainages nécessaires.

#### Personnalités pressenties ou déclarées ayant renoncé à se présenter
- François Baroin, 47 ans, maire de Troyes, député de la troisième circonscription de l'Aube et ancien ministre, dont le nom est évoqué par les médias, ne se porte pas candidat[23] et soutient la candidature de François Fillon.
- Xavier Bertrand, 47 ans, maire de Saint-Quentin, député de la deuxième circonscription de l'Aisne et ancien ministre, annonce le 16 septembre qu'il se retire, tout en affirmant détenir 8 200 parrainages. Il explique ce choix par sa volonté de se présenter à la primaire du parti, prévue en 2016, pour désigner le candidat de l'UMP à l'élection présidentielle française de 2017.
- Dominique Dord, 52 ans, maire d'Aix-les-Bains, député de la première circonscription de la Savoie et trésorier de l'UMP, annonce sa candidature au début du mois de juillet 2012, avant de renoncer le 22 août suivant, en dénonçant le seuil des parrainages nécessaires pour se présenter, qu'il juge trop élevé[24]. Il apporte son soutien à François Fillon[24].
- Christian Estrosi, 57 ans, maire de Nice, député de la cinquième circonscription des Alpes-Maritimes et ancien ministre. Candidat déclaré à la présidence du parti, il annonce le 4 septembre son retrait au profit de François Fillon.
- Alain Juppé, 66 ans, maire de Bordeaux, président de l'UMP de 2002 à 2004 et ancien Premier ministre, pressenti par les médias comme pouvant faire la synthèse et garantir l'unité face au duo Copé - Fillon, qui se disputent âprement la direction du parti[25]. Le 2 juillet 2012, Alain Juppé annonce qu'il ne sera pas candidat en cas de candidature de Jean-François Copé et de François Fillon, et que dans cette perspective, il ne donnerait pas de consigne de vote[26].

### Mouvements
Prévue par les statuts de l'UMP, la possibilité que des courants internes (désignés sous le terme de « mouvements ») représentants les différentes sensibilités du parti déposent des déclarations de principe lors des congrès n'a jamais été mise en pratique avant ce congrès par crainte de voir se recréer le clivage entre anciens membres de l'UDF et du RPR et en raison du consensus autour de Nicolas Sarkozy et de ses propositions.
Après la décision de Jean-François Copé d'appliquer les statuts et de permettre le dépôt de déclarations de principe par les mouvements, certains membres du parti s'inquiètent du risque de divisions de l'UMP entre des « chapelles », à l'image des querelles agitant ponctuellement le Parti socialiste.
D'après les statuts, les mouvements dont la déclaration de principe, parrainée par au moins dix parlementaires membres d'au moins dix fédérations départementales, obtiennent au moins 10 % des suffrages exprimés lors du congrès sont officiellement reconnus et sont représentés au sein des instances dirigeantes de l'UMP. Ils disposent en outre d'une autonomie financière grâce à une dotation annuelle fixe et à une dotation annuelle proportionnelle aux suffrages obtenus. L'ensemble des sommes versées aux courants est limitée à 30 % du montant de l'aide publique annuelle versée par l'État à l'UMP. Une partie du financement de la formation politique revient donc directement aux mouvements qui en font un usage libre.
Quelques mouvements se sont déjà formés et structurés au cours du quinquennat de Nicolas Sarkozy, tels la Droite populaire ou la Droite sociale en 2010. D'autres groupements plus anciens, jusqu'ici associations ou partis associés à l'UMP, comme Le Chêne ou Les Réformateurs, participent également au processus en déposant des déclarations de principe.
Les parlementaires peuvent soutenir plusieurs déclarations de principe. Toutefois, pour être validée, une déclaration de principe doit être soutenue par au moins dix parlementaires sans qu'il y ait de doublon avec une autre déclaration de principe. Le non-respect de cette règle conduit au rejet de Demain la droite.
Au cours de la campagne, par abus de langage et par mimétisme avec le PS, le terme de « motions » est utilisé, tant par les médias que par des membres de l'UMP, pour désigner les déclarations de principe.

#### Déclarations de principe validées
- France moderne et humaniste, déposée par Luc Chatel, Jean Leonetti, Jean-Pierre Raffarin et Marc Laffineur et parrainée par Damien Abad, Nicole Ameline, Olivier Audibert-Troin, Jean-Pierre Barbier, Philippe Bas, René Beaumont, Christophe Béchu, Michel Bécot, Claude Belot, Jacques-Alain Bénisti, Nora Berra, Joël Billard, Dominique Bussereau, Étienne Blanc, Pierre Bordier, Bernard Brochand, Christian Cambon, Jean-Claude Carle, Yves Censi, Alain Chatillon, Philippe Cochet, Raymond Couderc, Olivier Dassault, Marc-Philippe Daubresse, Jean-Pierre Decool, Bernard Deflesselles, Francis Delattre, Catherine Deroche, Sophie Dion, Jean-Pierre Door, Dominique Dord, André Dulait, Ambroise Dupont, Louis Duvernois, Marie-Hélène des Esgaulx, Jean-Paul Émorine, Hubert Falco, André Ferrand, Laurent Furst, Marie-Louise Fort, Alain Fouché, Claude de Ganay, René Garrec, Joëlle Garriaud-Maylam, Jean-Claude Gaudin, Francis Grignon, Françoise Grossetête, Arlette Grosskost, Claude Goasguen, Jean-Pierre Gorges, Philippe Gosselin, Michel Herbillon, Antoine Herth, Michel Houel, Philippe Houillon, Sébastien Huyghe, Denis Jacquat, Christian Kert, Alain Lamassoure, Jean-François Lamour, Agnès Le Brun, Antoine Lefèvre, Jean-Claude Lenoir, Pierre Lequiller, Céleste Lett, Gérard Longuet, Jean-Louis Lorrain, Alain Marc, Hervé Mariton, Véronique Mathieu, Colette Mélot, Jean-Claude Mignon, Élisabeth Morin-Chartier, Philippe Nachbar, Yves Nicolin, Xavier Pintat, Axel Poniatowski, Henri de Raincourt, Laure de La Raudière, Frédéric Reiss, Franck Riester, Jean Roatta, Arnaud Robinet, Martial Saddier, Tokia Saïfi, Marie-Thérèse Sanchez-Schmidt, Bernard Saugey, François Scellier, André Schneider, Fernand Siré, Éric Straumann, Alain Suguenot, Lionel Tardy, Francois Trucy et Dominique Vlasto[28].
- La Boîte à idées, la motion anti divisions !, déposée par Maël de Calan, Enguerrand Delannoy, Matthieu Schlesinger et Pierre-Emmanuel Thiard, parrainée par Benoist Apparu, Philippe Boulland, Olivier Carré, Gilles Carrez, François Cornut-Gentille, Arnaud Danjean, Hervé Gaymard, Georges Ginesta, Arlette Grosskost, Chantal Jouanno, Bruno Le Maire, Jean-François Mancel, Alain Marty, Jacques Pélissard, Édouard Philippe, Thierry Solère, Charles de La Verpillière et Jean-Sébastien Vialatte et soutenue par Édouard Balladur, Xavier Bertrand et Alain Juppé[29].
- La Droite forte – Génération France Forte 2017, déposée par Geoffroy Didier et Guillaume Peltier et parrainée par Bernard Accoyer, Jean-Pierre Audy, Joël Billard, Philippe Briand, Bernard Brochand, Pierre Charon, Édouard Courtial, Éric Doligé, Yves Foulon, Jean-Paul Fournier, Sauveur Gandolfi-Scheit, Constance Le Grip, Brice Hortefeux, Alain Marleix, Olivier Marleix, Alain Milon, Albéric de Montgolfier, Alain Moyne-Bressand et Jean-Charles Taugourdeau[30].
- La Droite populaire, déposée par Thierry Mariani et parrainée par Yves Albarello, Julien Aubert, Jean-Claude Bouchet, Gérald Darmanin, Jean-Pierre Decool, Nicolas Dhuicq, Jean-Pierre Giran, Christophe Guilloteau, Patrick Labaune, Lionnel Luca, Philippe Marini, Alain Marsaud, Philippe Meunier, Jacques Myard, Bernard Reynès, Michel Terrot, Dominique Tian, Patrice Verchère, Philippe Vitel et Michel Voisin.
- La Droite sociale (La Droite sociale avec Laurent Wauquiez : défense des classes moyennes – lutte contre l’assistanat), déposée par Laurent Wauquiez et parrainée par Jacques-Alain Bénisti, Natacha Bouchart, Valérie Boyer, Xavier Breton, Bernard Brochand, Alain Cadec, Caroline Cayeux, Jean-Louis Christ, Dino Cinieri, Jean-Michel Couve, Michel Dantin, Isabelle Debré, Bernard Debré, Rémi Delatte, David Douillet, Marianne Dubois, Gaston Franco, Jean-Paul Gauzès, Guy Geoffroy, Bernard Gérard, Franck Gilard, Alain Gournac, Francis Grignon, Anne Grommerch, François Grosdidier, Françoise Guégot, Colette Giudicelli, Pierre Hérisson, Patrick Hetzel, Alain Houpert, Christiane Hummel, Jacques Kossowski, Marc Laménie, Thierry Lazaro, Isabelle Le Callennec, Jean-René Lecerf, Jean-Pierre Leleux, Geneviève Levy, Véronique Louwagie, Gilles Lurton, Alain Marc, Jean-François Mayet, Pierre Morange, Philippe Paul, Bernard Perrut, Bérengère Poletti, Sophie Primas, Catherine Procaccia, Didier Quentin, Sophie Rohfritsch, Paul Salen, Esther Sittler, François Vannson, Jean-Pierre Vigier[31].
- Le Gaullisme, une voie d'avenir pour la France, déposée par Michèle Alliot-Marie, Henri Guaino, Roger Karoutchi et Patrick Ollier et parrainée par Bernard Accoyer, Pierre André, Julien Aubert, Marcel Bonnot, Jean Bizet, François-Noël Buffet, Philippe Briand, Gérard César, Christian Cointat, Jean-Patrick Courtois, Serge Dassault, Dominique de Legge, Robert del Picchia, Michel Doublet, Alain Dufaut, Louis Duvernois, Louis-Constant Fleming, Christophe-André Frassa, Yann Gaillard, Jacques Gautier, Jean-Pierre Giran, Claude Greff, Serge Grouard, Charles Guené, Benoît Huré, Christiane Kammermann, Jacques Lamblin, Gérard Larcher, Robert Laufoaulu, Daniel Laurent, Jacques Legendre, Philippe Leroy, Lionnel Luca, Philippe Martin, Jean-François Mayet, Damien Meslot, Rémy Pointereau, Christophe Priou, Didier Quentin, Jean-Luc Reitzer, Bruno Sido, Catherine Troendlé, Catherine Vautrin[32].

#### Déclaration de principe rejetée
- Demain la droite, déposée par Franck Allisio, Virginie Duby-Muller et Mathieu Darnaud et soutenue par Alain Chrétien, Philippe Dominati, Françoise Grossetête, Philippe Juvin, Laurent Marcangeli, Maurice Ponga, Josette Pons, Jean Roatta et Marie-Jo Zimmermann[33],[34],[35].

### Charte des valeurs
La charte des valeurs de l'UMP, reprenant les valeurs fondamentales du parti, est mise à jour. 
Elle porte la conclusion suivante:
Partageant le même dessein pour la France, nous voulons réhabiliter la politique avec des principes simples : efficacité, pragmatisme, ouverture, dialogue. Nous plaçons notre engagement sous le signe du courage pour préparer l’avenir, de l’autorité pour protéger chacun et de la générosité pour renforcer la justice.
À partir de la charte que nous proposons aux Françaises et aux Français, nous voulons construire ensemble une société créative et solidaire, une République dont les Françaises et les Français soient fiers, une démocratie exigeante et juste, une Europe qui renoue avec l’espérance, une France en mouvement.
Elle est approuvée avec 96,10 % des votes sur 156365 suffrages exprimés.

## Sondages
Sondages réalisés auprès des sympathisants de droite et de l’UMP
| Source     | Date de réalisation     | Panel | Personnalités et leur pourcentage d’intentions de vote | Intitulé de la question                                                                                          |
| ---------- | ----------------------- | ----- | --- | --- |
| BVA        | 23 au 24 mai 2012       | 1304  | François Fillon 41 \| Alain Juppé 25 \| Jean-François Copé 16 \| Nathalie Kosciusko-Morizet 9 \| Xavier Bertrand 9                                                                                | Parmi les personnalités suivantes, laquelle préfériez-vous voir diriger l’UMP ?                                  |
| TNS Sofres | 24 mai 2012             | 1011  | François Fillon 69 \| Jean-François Copé 22 | Lequel ferait d’après vous le meilleur président pour l’UMP ?                                                    |
| Ifop       | 25 au 27 mai 2012       | —     | François Fillon 62 \| Jean-François Copé 20 \| Une autre personnalité 13 \| Aucune de ces personnalités 5                                                                                         | Qui souhaitez-vous comme dirigeant de l’UMP pour les prochaines années ?                                         |
| BVA        | 31 mai et 1er juin 2012 | 998   | François Fillon 51 \| Alain Juppé 28 \| Jean-François Copé 19 | Dans les années à venir, qui souhaitez-vous voir diriger l’UMP ?                                                 |
| BVA        | 31 mai et 1er juin 2012 | 998   | François Fillon 72 \| Jean-François Copé 27 | Dans les années à venir, qui souhaitez-vous voir diriger l’UMP ?                                                 |
| Ifop       | 10 au 19 juillet 2012   | 609   | François Fillon 62 \| Jean-François Copé 21 \| Une autre personnalité 11 \| Aucune de ces personnalités 6                                                                                         | Qui souhaitez-vous comme dirigeant de l’UMP pour les prochaines années ?                                         |
| Ifop       | 9 au 13 août 2012       | 400   | François Fillon 48 \| Jean-François Copé 24 \| Nathalie Kosciusko-Morizet 7 \| Xavier Bertrand 5 \| Bruno Le Maire 2 \| Christian Estrosi 1 \| Dominique Dord 0 \| Aucune de ces personnalités 13 | Qui souhaitez-vous comme dirigeant de l’UMP pour les prochaines années ?                                         |
| BVA        | 10 au 15 octobre 2012   | NSP   | François Fillon 67 \| Jean-François Copé 22 \| Aucun des deux 13 | Les militants de l'UMP vont voter pour élire le président du parti.Quelle personnalité souhaitez-vous voir élue? |

Le corps électoral se limite aux adhérents de l'UMP alors que les sondages sont réalisés sur un échantillon plus large incluant les sympathisants. La quasi-totalité des personnes interrogées lors de ces sondages ne prend pas part au scrutin. Le résultat de celui-ci est effectivement beaucoup plus serré, ce que les médias analysent comme un décalage entre les adhérents et les sympathisants, à l'image des résultats de la primaire présidentielle écologiste de 2011.
Ces sondages sont ainsi critiqués par Jean-François Copé, qui rappelle régulièrement que ce sont les adhérents et non les sympathisants qui votent. Les partisans de ce dernier dénoncent l'utilisation de ces sondages par François Fillon, qui a notamment envoyé un sms aux militants pour porter à leur connaissance un sondage dans lequel il est préféré à son adversaire face à François Hollande.

## Campagne

### Présence médiatique

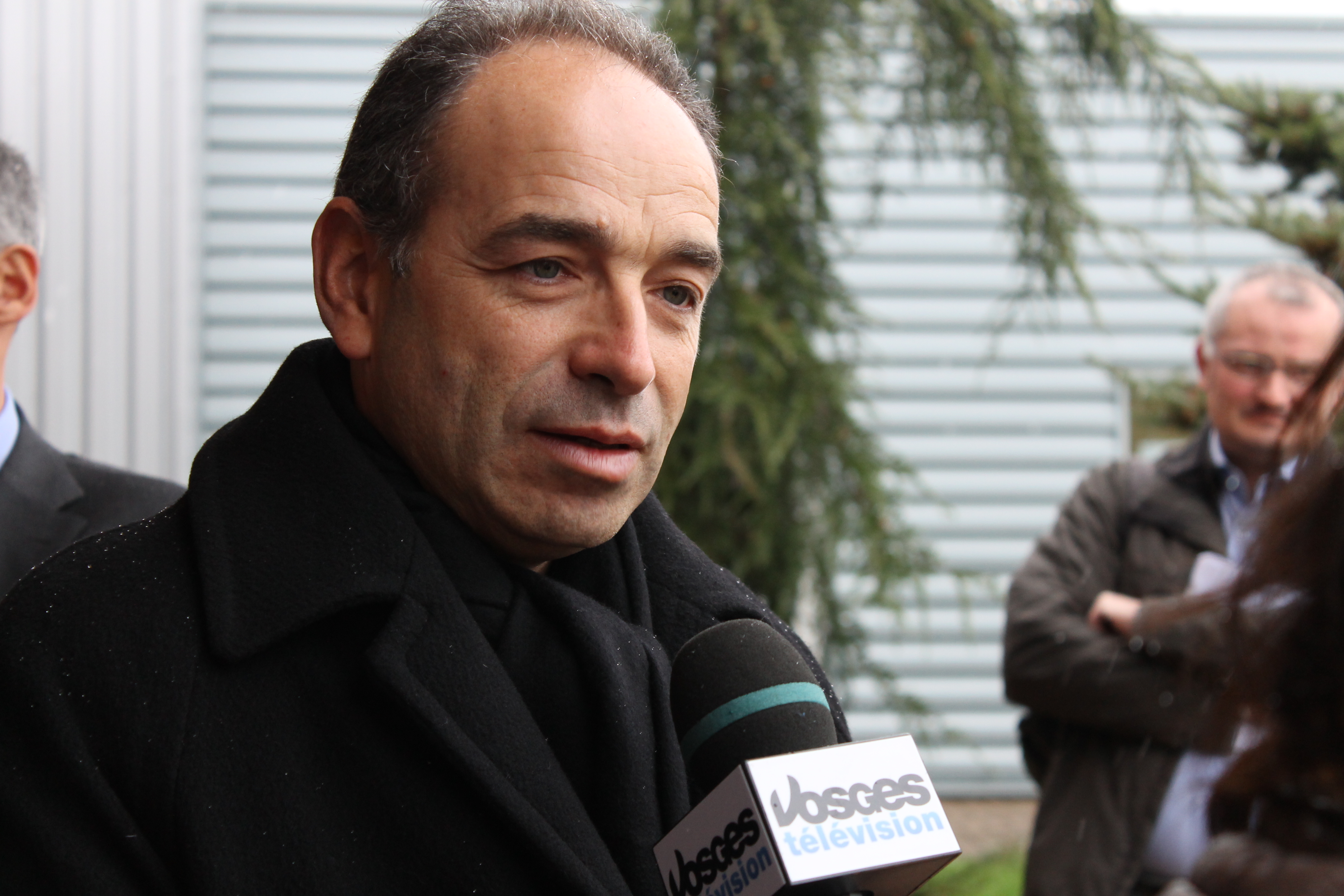
Jean-François Copé interviewé à Sainte-Marguerite (Vosges), le 27 octobre 2012.

La campagne officielle dure deux mois (du 18 septembre au 18 novembre). François Fillon possède une large avance chez les sympathisants et de nombreux parlementaires et cadres du parti se rallient à lui. Jean-François Copé se présente lui comme le « candidat des militants » contre celui des « barons », et introduit dans la campagne des thèmes tels que le racisme antiblanc,. Il met en avant un concept de « droite décomplexée », cette stratégie semblant être adressée aux militants de l'UMP plus droitiers.
Un débat télévisé a lieu le 25 octobre, dans le cadre de l'émission Des paroles et des actes. Tout en se plaçant dans le cadre d'un dialogue en apparence « amical » et malgré une proximité sur le plan des idées et des soutiens (chacun bénéficiant autant de soutiens de personnalités plutôt centristes que plutôt conservatrices), les deux candidats affichent surtout leur différence de style et de tempérament, mais aussi de fond sur des sujets sociétaux, tels le mariage entre personnes de même sexe ou le racisme antiblanc. Jean-François Copé promet, le 29 octobre, d'appeler à manifester dans la rue contre des « projets de loi qui viendraient soit porter atteinte à l'intérêt supérieur de notre pays, soit déstructurer les piliers qui assurent la cohésion de notre société ou qui font monter le communautarisme ». Pour le Front national, Marine Le Pen se déclare prête à manifester avec l'UMP, tout en appelant les adhérents de l'UMP à rejoindre le FN. François Fillon, dans une lettre aux adhérents UMP, dit qu'il ne manifestera pas et qu'il n'a d'ailleurs « jamais cédé aux intimidations de la rue ». Il reproche à son rival de « rechercher le buzz à tout prix », tandis que celui-ci critique le respect du « politiquement correct » et conclut que « cette campagne interne a bien révélé deux lignes politiques distinctes ».

### Organisation financière
Jean-François Copé est autorisé par la Commission d'organisation et de contrôle des opérations électorales (COCOE) à rester secrétaire général de l'UMP, bien qu'une « période de réserve » soit imposée à l'équipe dirigeante et qu'il ne puisse « faire usage de son titre dans le cadre de la campagne ». Il peut ainsi bénéficier des moyens du parti et garder autorité sur le personnel technique,. Le 16 octobre, le directeur juridique de l'UMP, David Biroste, est licencié, pour « faute grave », par le directeur général, Éric Cesari, à la suite d'un conflit sur l'utilisation de l'expression « génération sarkozyste » par le courant politique La Droite forte. Dominique Dord, rallié à François Fillon, reste à son poste de trésorier jusqu'au 26 novembre. Après avoir quitté ses fonctions, il estime à « plus de 200 000 euros l'avantage représenté par la prise en charge de l'équipe Copé, salariée par le Mouvement ».

## Résultats

### Équipe dirigeante

#### Résultats annoncés par la Commission d'organisation et de contrôle des opérations électorales (COCOE)
- François Fillon >65%
- François Fillon 60-65%
- François Fillon 55-60%
- François Fillon <55%
- Jean-François Copé >65%
- Jean-François Copé 60-65%

Résultats par département selon la COCOE.
François Fillon >65%
François Fillon 60-65%
François Fillon 55-60%
François Fillon <55%
Jean-François Copé >65%
Jean-François Copé 60-65%
Jean-François Copé 55-60%
Jean-François Copé <55%

| Candidat           | Candidat           | Colistiers                          | Résultat | Résultat |  |
| Candidat           | Candidat           | Colistiers                          | #        | %        |  |
| ------------------ | ------------------ | ----------------------------------- | -------- | -------- |  |
|                    | Jean-François Copé | Luc Chatel • Michèle Tabarot        | 87 388   | 50,03    |  |
|                    | François Fillon    | Laurent Wauquiez • Valérie Pécresse | 87 290   | 49,97    |  |
|                    |                    |                                     |          |          |  |
| Inscrits           | Inscrits           | Inscrits                            | 324 945  | 100,00   |  |
| Votants            | Votants            | Votants                             | 176 608  | 54,35    |  |
| Blancs ou nuls     | Blancs ou nuls     | Blancs ou nuls                      | 1 930    | 1,09     |  |
| Suffrages exprimés | Suffrages exprimés | Suffrages exprimés                  | 174 678  | 98,91    |  |

Ces résultats font l'objet de contestations (voir infra) qui aboutissent à une nouvelle proclamation par la Commission nationale des recours de l'UMP (voir ci-dessous).

#### Résultats après décision de la Commission nationale des recours (CoNaRe)
La Commission nationale des recours annule les résultats dans trois bureaux de vote (deux bureaux des Alpes-Maritimes et celui de Nouvelle-Calédonie), réintègre les résultats de Mayotte et de Wallis-et-Futuna et confirme la victoire de Jean-François Copé. Ces résultats, ainsi que l'impartialité de cette commission, sont à nouveau formellement contestés par François Fillon et ses soutiens.

### Mouvements
| Déclaration    | Déclaration                                    | Résultat | Résultat |
| Déclaration    | Déclaration                                    | #        | %        |
| -------------- | ---------------------------------------------- | -------- | -------- |
|                | La Droite forte – Génération France forte 2017 | 41 758   | 27,77    |
|                | La Droite sociale                              | 32 609   | 21,69    |
|                | France moderne et humaniste                    | 27 311   | 18,17    |
|                | Le Gaullisme, une voie d'avenir pour la France | 18 504   | 12,31    |
|                | La Droite populaire                            | 16 344   | 10,87    |
|                | La Boîte à idées, la motion anti divisions !   | 13 822   | 9,19     |
|                |                                                |          |          |
| Inscrits       | Inscrits                                       | 324 945  | 100,00   |
| Votants        | Votants                                        | 168 833  | 51,96    |
| Blancs et nuls | Blancs et nuls                                 | 18 836   | 11,16    |
| Exprimés       | Exprimés                                       | 150 348  | 89,05    |

Cinq des six déclarations de principe déposées recueillent plus de 10 % des votants. Les mouvements qui les ont déposés sont reconnus comme représentatifs. Le nombre important de bulletins blancs est dû à la possibilité de cocher une case « ne vote pour aucun mouvement » sur le bulletin de vote. À noter que l'addition du total des bulletins blancs et nuls et du total des suffrages exprimés est supérieur de 351 voix au nombre de votants annoncés.
Certains observateurs extérieurs analysent ces résultats comme étant la conséquence d'une « droitisation » opérée sous la direction de Nicolas Sarkozy. La journaliste du Monde Françoise Fressoz et le politologue de l'Ifop Jérôme Fourquet affirment ainsi que l'« UMP reste entièrement sous l'emprise idéologique de Nicolas Sarkozy », ce qui serait démontré par le très bon score (27,8 %) de la motion « La Droite forte », « portée par deux trentenaires, Guillaume Peltier et Geoffroy Didier, disciples de Patrick Buisson ». Cette motion est la seule à dépasser 10 % dans tous les départements, avec des scores élevés dans le quart sud-est malgré la concurrence de la « Droite populaire ». Elle arrive en tête dans 60 départements métropolitains, dont 37 qui ont choisi Jean-François Copé et 23 qui ont opté pour François Fillon. Selon ces observateurs, cette « droitisation, fruit du sarkozysme, transcende le duel Copé-Fillon ».

### Charte des valeurs
| Vote           | Vote     | Résultat | Résultat |
| Vote           | Vote     | #        | %        |
| -------------- | -------- | -------- | -------- |
|                | Oui      | 150 267  | 96,10    |
|                | Non      | 6 098    | 3,90     |
|                |          |          |          |
| Inscrits       | Inscrits | 324 945  | 100,00   |
| Votants        |          |          |          |
| Blancs et nuls |          |          |          |
| Exprimés       | Exprimés | 156 365  |          |

## Contestations et conséquences

Jean-François Copé (à gauche) et François Fillon (à droite) revendiquent chacun la victoire à la présidence de l'UMP en novembre 2012.

Le soir du 18 novembre 2012, alors que le dépouillement est en cours, Christian Estrosi, soutien de François Fillon, considère que la victoire de ce dernier « est acquise », déclaration que nuancent par la suite les partisans de l'ancien Premier ministre.
Cependant, les premiers résultats sont beaucoup plus serrés que ce qu'annonçaient les sondages et ne permettent pas de déterminer le vainqueur. L'équipe de Jean-François Copé fait état de fraudes dans les Alpes-Maritimes, après quoi les partisans de François Fillon font de même dans d'autres départements.
En fin de soirée, Jean-François Copé annonce sa victoire et ses partisans indiquent que son avance est de l'ordre d'un millier de voix. Peu après, son adversaire estime qu'il l'a emporté avec environ 224 voix. La Commission d'organisation et de contrôle des opérations électorales (COCOE), chargée de proclamer les résultats, est alors saisie de demandes d'annulation des résultats dans plusieurs bureaux de vote, déposées par les représentants des deux candidats. La commission annonce un recomptage des bulletins dans la nuit, avant d'interrompre son travail et de le reprendre le lendemain. Finalement, le président de la COCOE, Patrice Gélard, annonce, le 19 novembre 2012 au soir, que la commission n'a retenu aucun des recours déposés et que l'équipe dirigeante composée de Jean-François Copé, Luc Chatel et Michèle Tabarot l'emporte avec une courte avance de 98 voix. Jean-François Copé, dans une intervention, « propose à François Fillon de [le] rejoindre ». Quelques minutes plus tard, l'ancien Premier ministre annonce avoir « pris acte des résultats », tout en dénonçant de « nombreuses irrégularités » dans le scrutin et en constatant une « fracture […] à la fois politique et morale » au sein du parti.
Le 21 novembre, à la suite des vérifications des résultats effectuées par Isabelle Schmid, collaboratrice de Fillon, Éric Ciotti affirme que les votes de Nouvelle-Calédonie, Wallis-et-Futuna et Mayotte n'ont pas été pris en compte pour l'élection de l'équipe dirigeante. Ces trois fédérations, qui représentent 1 304 voix, permettraient à François Fillon de l'emporter avec 26 voix d'avance avec 88 004 votes favorables contre 87 978 pour son adversaire. Patrice Gélard déclare que la COCOE ne peut plus se prononcer. Jean-François Copé estime que l'équipe de François Fillon doit saisir la Commission nationale de recours et rappelle les problèmes rencontrés à Nice, pour lesquels il pourrait également formuler des recours. François Fillon propose qu'Alain Juppé prenne l'intérim de la présidence. Cette demande est soutenue par 134 parlementaires proches de François Fillon. L'équipe de l'ancien Premier ministre fait savoir qu'en cas de refus de la proposition de la présidence intérimaire par Alain Juppé de la part de l'équipe de Jean-François Copé, ils pourraient faire « scission » de l'UMP. François Fillon déclare au journal de 20 heures de TF1 qu'il « renonce à la présidence de l'UMP », mais qu'il « irai jusqu'au bout ».
Le 22 novembre, Jean-François Copé annonce qu'il saisit la Commission nationale des recours de l'UMP, composée, selon les sources, à parité de soutiens des deux candidats ou majoritairement de soutiens de Jean-François Copé, et propose que ses travaux soient supervisés par des observateurs des candidats et des personnalités jugées impartiales, telles Alain Juppé. Alors que François Fillon annonce qu'il refusera toute décision émanant de la Commission nationale des recours, Alain Juppé pose le 23 novembre ses conditions pour une médiation, notamment le départ de la Commission nationale des recours des partisans de chaque camp. Ces conditions sont refusées par Yanick Paternotte, président de la Commission nationale des recours et soutien de Jean-François Copé pendant la campagne, ainsi que par Jean-François Copé lui-même. Le 25 novembre, une partie des fillonistes suspend sa participation à la Commission nationale des recours. Le lendemain, alors qu'un huissier a été envoyé au siège du parti pour saisir le matériel électoral à la suite de l'assignation en référé déposée par François Fillon l'avant-veille, la Commission nationale des recours proclame, à l'unanimité, la victoire de Jean-François Copé avec 50,28 % des suffrages et 952 voix d'avance,.

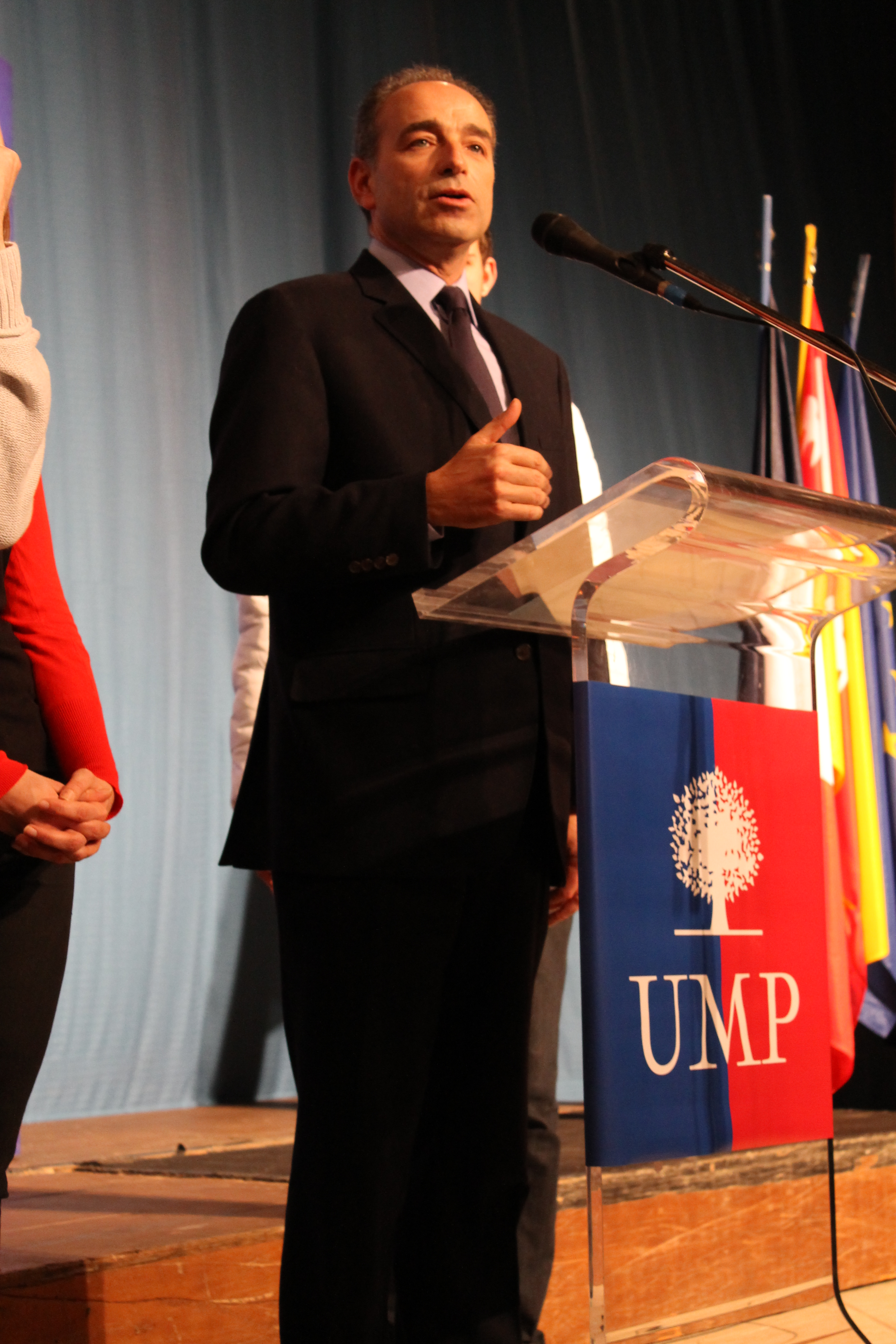
Jean-François Copé tenant une réunion publique en pleine contestation du résultat du scrutin, le 2 décembre 2012, à Nancy.

La crise interne se poursuit néanmoins. Après une première tentative avortée de conciliation proposée par Alain Juppé, Nicolas Sarkozy propose aux deux rivaux l'idée d'un référendum auprès des militants pour envisager une nouvelle élection. Cette proposition est acceptée, puis refusée par Jean-François Copé. Finalement, celui-ci s'y rallie et pose comme condition préalable la dissolution du Rassemblement-UMP, groupe parlementaire dissident formé à l'Assemblée nationale par les fillonistes. En effet, le 27 novembre, a été créé à l'Assemblée nationale un groupe présidé par François Fillon et comportant 72 membres. Parallèlement, Jean-François Copé reprend l'idée de Nicolas Sarkozy d'un référendum sur la tenue d'un nouveau vote concernant la présidence de l'UMP. La proposition est acceptée par François Fillon sous certaines conditions, notamment celle d'un vote par Internet, sous la supervision d'une commission indépendante des candidats. Jean-François Copé annonce de son côté qu'il compte rester président jusqu'au référendum, puis jusqu'à l'éventuel nouveau scrutin. Le lendemain, affirmant que la constitution par le camp Fillon d'un groupe autonome à l'Assemblée constitue un « casus belli », il retire sa proposition d'un référendum. Luc Chatel, vice-président proclamé de l'équipe Copé, se déclare pour sa part le 1er décembre favorable à une nouvelle élection après modification des statuts. Le lendemain, Jean-François Copé propose d'organiser en janvier 2013 un double référendum sur une proposition de modification des statuts du parti et sur une proposition de réduction de son mandat à deux ans, jusqu'en novembre 2014. François Fillon dit « se féliciter du consensus autour du principe d'un nouveau vote » et affirme que « ce nouveau vote doit avoir lieu dans les plus brefs délais », rejetant le calendrier proposé par son rival. Les « non-alignés » de l'UMP, représentés par Bruno Le Maire et Nathalie Kosciusko-Morizet, réclament pour leur part « une élection pour la présidence du parti au printemps 2013, avec congrès préalable pour fixer les règles du jeu ».
Le 17 décembre 2012, un accord de sortie de crise est finalement trouvé entre Jean-François Copé et François Fillon, acté sous la forme d'un communiqué transmis aux médias. Cet accord en sept points prévoit la tenue d'un nouveau scrutin avant octobre 2013, organisée par une haute autorité assurant l'égalité stricte entre les candidats, avec une mise en réserve des salariés et des services de l'UMP, ainsi que du Président s'il est candidat. Un comité de rédaction des statuts doit être créé, composé notamment des anciens Premiers ministres du mouvement et des partis fondateurs, des anciens présidents des assemblées parlementaires et des anciens secrétaires généraux. L'équipe dirigeante à constituer et installer en janvier 2013 prévoit implicitement à côté du trio copéiste l'entrée des deux colistiers de François Fillon, ainsi que d'autres représentants « de toutes les sensibilités et motions ». Ceci doit entraîner la dissolution du groupe parlementaire Rassemblement-UMP. Enfin, les deux parties s'engagent à renoncer à des poursuites internes ou devant la justice, concernant l'élection du 18 novembre 2012. Le lendemain, l'accord est entériné par le bureau politique du parti.
La mise en place initiale de cet accord est fixée en janvier 2013, notamment par une réorganisation et une confirmation des postes au sein du parti (la plupart des postes sont ainsi doublés) : les copéistes Luc Chatel et Michèle Tabarot sont respectivement vice-président délégué et secrétaire générale ; les fillonistes Laurent Wauquiez et Valérie Pécresse vice-président et secrétaire générale déléguée. Christian Estrosi, Gérard Longuet, Henri de Raincourt (pro-Fillon), Jean-Claude Gaudin, Brice Hortefeux et Roger Karoutchi (pro-Copé) deviennent également vice-présidents du parti. Marc-Philippe Daubresse est nommé secrétaire général adjoint, Catherine Vautrin demeure trésorière du parti, Jean-Pierre Raffarin président du Conseil national de l’UMP, Hervé Mariton est responsable du pôle projet, assisté par la copéiste Valérie Debord et le filloniste Bruno Retailleau. Édouard Courtial (pro-Copé) et Éric Ciotti (pro-Fillon) deviennent délégués généraux chargés des fédérations ; Nadine Morano (pro-Copé) et Dominique Bussereau (pro-Fillon) sont eux chargés des élections. La conseillère de Paris Danièle Giazzi et première adjointe à la mairie mairie du 16e arrondissement de Paris (pro-Fillon) devient déléguée générale aux fédérations professionnelles avec le copéiste Sébastien Huyghe. Le porte-parole de François Fillon, Jérôme Chartier, est nommé délégué général à l'animation du parti avec le copéiste Philippe Cochet. La filloniste Anne Grommerch et la copéiste Marie-Anne Montchamp sont, elles, chargées de la formation. La commission des investitures et celle des statuts (qui devra préparer le scrutin de l’automne 2013 et la primaire de 2016) sont coprésidées par Jean-François Copé et François Fillon ; à noter que le rapporteur général de la commission des statuts sera Anne Levade, professeur de droit constitutionnel et qui avait participé au comité Balladur de 2008. Il n’y a pas de porte-paroles officiels. Chaque semaine, une réunion bipartisane de vingt personnes (cinq copéistes, cinq fillonistes, cinq non-alignés et cinq « personnalités » choisis par Jean-François Copé et François Fillon) se réuniront. Quant à lui, le groupe RUMP est dissous,. Copé nomme, le 3 février 2013, de nouveaux vice-présidents, portant leur nombre total à 20 : Hubert Falco, Rachida Dati, Hervé Gaymard, Christian Kert, Jean-François Lamour, Jean-Paul Fournier et Jean-Pierre Audy, ainsi qu'« au titre des mouvements » : Guillaume Peltier, Jean Leonetti, Thierry Mariani, Patrick Ollier et Bernard Perrut. 12 nouveaux secrétaires généraux adjoints : Marc-Philippe Daubresse, Valérie Boyer, Franck Riester, Dominique Dord, Michel Herbillon, Philippe Dallier, Geoffroy Didier, Éric Berdoati, Camille Bedin, Fabien de Sans Nicolas, Marie-Louise Fort et Guy Geoffroy viennent appuyer la fonction occupée par Michèle Tabarot et Valérie Pécresse. De nombreux médias qualifient cette nouvelle organisation d'« armée mexicaine »,. 52 conseillers politiques sont nommés le 21 février 2013, tandis que le filloniste Lionel Tardy écrit qu'il refuse d'être « colonel dans l’armée mexicaine ». Enfin, 248 secrétaires nationaux sont nommés le 5 avril 2013.
Fin mai 2013, un accord conclu entre Jean-François Copé et François Fillon propose de soumettre la question d'un nouveau vote pour la présidence de l’UMP aux militants. En effet, afin d'éviter une nouvelle « guerre des chefs », Jean-François Copé irait finalement au bout de son mandat, soit jusqu’en novembre 2015. Les 28, 29 et 30 juin 2013, lors d'un congrès extraordinaire, les militants approuvent les nouveaux statuts de l'UMP et le report de l'élection à novembre 2015. Il est également prévu que les élections des comités départementaux, délégués de circonscription et représentants des fédérations au conseil national du parti soient reportées après les élections sénatoriales de 2014.
Le 14 juin 2013, Le Point affirme que, selon certains cadres de l'UMP, le nombre d'adhérents à jour de cotisation serait de 84 000, et avance pour expliquer cette baisse les résultats du duel fratricide Copé-Fillon. Parallèlement, un plan d'économie drastique est appliqué aux frais de fonctionnement du parti.
Le congrès fait plus tard l'objet d'un livre-enquête de deux journalistes d'investigation intitulé Le coup monté, qui accuse Jean-Francois Copé d'avoir tenté de voler l’élection. Un avis partagé par l'éditorialiste Franz Olivier Giesbert.